# Francisco González Macías

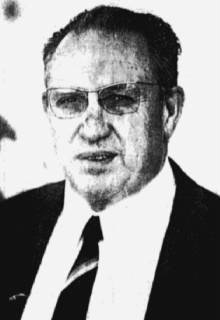
Retrato de Francisco González Macías

Francisco González Macías (Béjar, Salamanca, 1901-Madrid, 1982) escultor e imaginero español.

## Reseña biográfica
Francisco González Macías nace en Béjar, Salamanca, el 19 de diciembre de 1901, en el seno de una familia de tejedores. 
Su padre, artista tejedor, fue becado para ampliar sus estudios en París. 
Recibe los primeros estudios de pintura de mano del profesor Ángel Nevado, por entonces profesor de dibujo en la Escuela Industrial de Béjar. Estos estudios serán ampliados años después en la Escuela de Artes y Oficios y en la Escuela de Bellas Artes de San Fernando, ambas de Madrid, y recibiendo clases de Victorio Macho y José Capuz. Amplia sus conocimientos en París, donde entra en contacto con muchos de los intelectuales españoles residentes allí y, en concreto, con su paisano Mateo Hernández.
A partir de 1936, instalado en Madrid, comienza a desarrollar su trabajo en un recorrido que le llevará por muchas localidades españolas. Es de destacar su etapa gijonesa, ciudad donde deja huella de su notable virtuosismo en su casi decena de obras públicas y abundante obra privada. 
En 1968 el ayuntamiento de Gijón le compra tres obras: "Niña dibujando", "Travesuras" y "Juani", obras que, posteriormente, serían depositadas en el Parque de Isabel la Católica de la villa gijonesa. También para la villa, y dando prueba de su polifacético trabajo, realiza una maqueta de Gijón, hoy en el Museo Casa Natal de Jovellanos.
Macías recibe en un principio, multitud de encargos religiosos y son varias las cofradías e iglesias que cuentan con obras suyas. Tal es el número de esculturas religiosas que se le suele considerar como escultor imaginero. 
Macías fue un artista capaz de adaptarse a las exigencias de la obra y del promotor, resultándole fácil trabajar la madera, la piedra, el mármol... y, usando habitualmente la técnica de talla directa.
Francisco González Macías fallece en Madrid en 1982.

## Obra

### Pasos procesionales

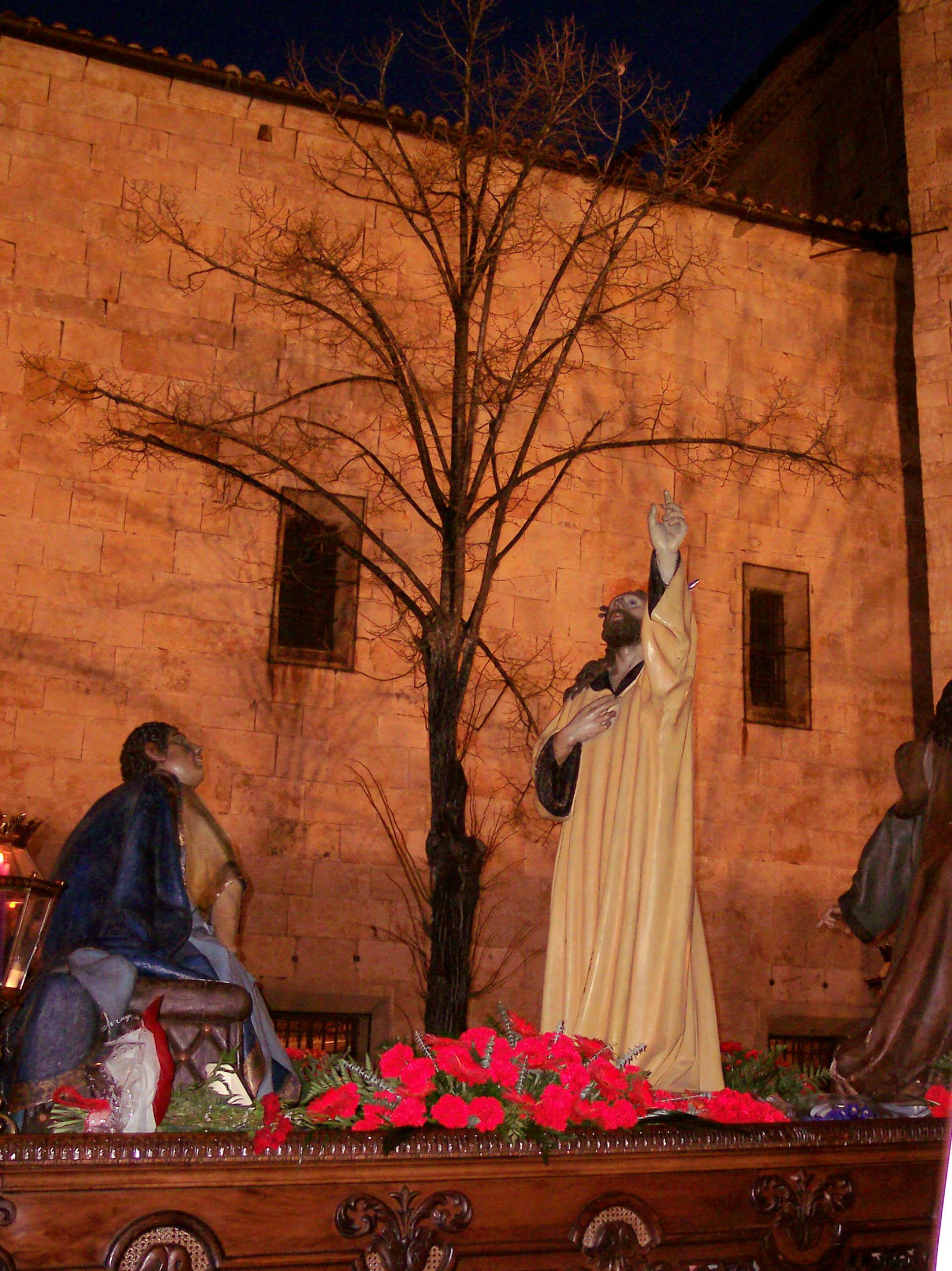
Paso de N.P. Jesús Ante Pilatos, de 1947, para la Seráfica Hermandad de Salamanca.

#### Gijón
- Cristo de los Mártires, 1943, para la Ilustre Cofradía del Santo Entierro y de la Misericordia de Gijón.

#### Medina del Campo
- Santo Sepulcro, 1953, para la Cofradía del Santo Sepulcro de Medina del Campo (Valladolid).
- Descendimiento, 1954-1958, para la Cofradía del Descendimiento del Señor, de Medina del Campo (Valladolid).

#### Salamanca
- Santo Entierro, 1942, para la Ilustre y Venerable Congregación de N.P. Jesús Nazareno, en la Iglesia de San Julián y Santa Basilisa, Salamanca.
- Ntra. Sra. de la Esperanza, 1945, para la Hermandad Dominicana del Stmo. Cristo de la Buena Muerte de Salamanca. Actualmente en Peñaranda de Bracamonte (Salamanca) al ser sustituida en 1952 por una nueva talla de Damián Villar.
- Jesús ante Pilatos, 1947, para la Seráfica Hermandad de Nazarenos del Stmo. Cristo de la Agonía, en la Iglesia de las Úrsulas, Salamanca
- La Caída, 1947, para la Cofradía de la Vera Cruz, en la Capilla de la Vera Cruz, Salamanca. Siendo una recomposición del grupo escultórico anterior del que aprovechó algunas partes.

#### Béjar
- Ntro. Padre Jesús de las Victorias, Iglesia del Salvador.
- El Calvario, Cofradía de la Santa Vera Cruz. Capilla de la Santa Vera Cruz.
- Virgen de los dolores, Cofradía de la Santa Vera Cruz. Capilla de la Santa Vera Cruz.

### Obra Civil
- Monumento a Tomás Bretón, 1951, Salamanca
- Monumento a Cervantes, Béjar

Actualmente se puede contemplar parte de su obra en el museo municipal de escultura Mateo Hernández de Béjar